# Hugh Shearer
Pour les articles homonymes, voir Shearer.
Hugh Shearer, né le 18 mai 1923 à Martha Brae (Jamaïque) et décédé le 5 juillet 2004 à Kingston (Jamaïque), est un homme d'État jamaïcain, Premier ministre de la Jamaïque de 1967 à 1972.

## Biographie

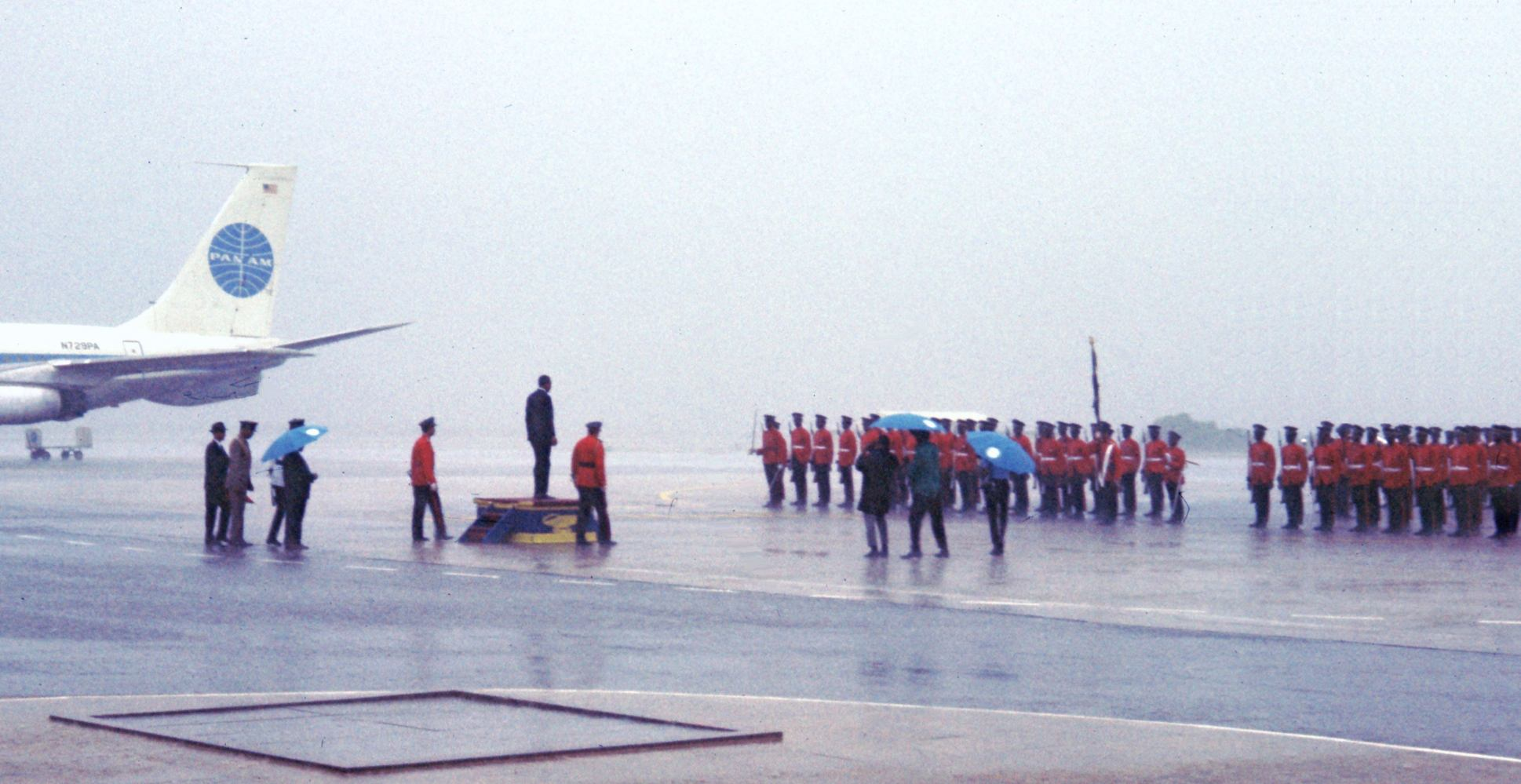
Hugh Shearer donnant en 1969 un discours aux membres des forces aériennes jamaïcains à l'aéroport de Palisadeos. à Kingston.

Hugh Shearer est né à Martha Brae, dans la Paroisse de Trelawny, en Jamaïque, d'un père ancien combattant de la Première Guerre mondiale et d'une mère couturière. Il fait ses études au St Simon's College, un prestigieux établissement privé, après avoir reçu une bourse paroissiale d'ou il sort diplômé en 1940.
En 1941, il travaille  au Jamaican Worker, l'hebdomadaire du Bustamante Industrial Trade Union (en).  En 1943, Shearer se rapproche d'Alexander Bustamante, libéré des geôles coloniales et qui reprend la direction du BITU. Shearer suit Bustamente quand celui-ci fonde le Parti travailliste de Jamaïque. Bien que principalement chargé des affaires syndicales, Shearer participe cependant activement à la campagne des premières élections générales au suffrage universel en 1944. En 1947, il devient secrétaire générale adjoint du BITU tout en étant élu pour la première fois au conseil municipal de Kingston.
En 1948, grâce à une bourse coloniale, il part suivre un cours sur les relations sociales à la Barbade. L'année suivante, il se présente comme candidat aux élections législatives, mais est battu par le candidat du Parti national du peuple. Il poursuit sa carrière syndicale et devient une des figures clés du BITU au point d'être nommé Island Supervisor du syndicat en 1953.
En 1955, il est élu à la chambre des représentants de Jamaïque grâce à sa victoire dans la paroisse ouest de Paroisse de Kingston, jusqu'à ce qu'il perde les élections de 1959. Durant ce mandat, il siège dans l'opposition au gouvernement de Norman Manley. En 1960, il devient vice-président du BITU, numéro deux de l'organisation après Alexander Bustamante.
À la suite des élections législatives jamaïcaines de 1962, Shearer devient membre du Conseil législatif, puis du Sénat à l'indépendance de la Jamaïque jusqu'en 1967, il devient alors ministre sans portefeuille au sein du gouvernement d'Alexander Bustamante et représentante son pays au sein de diverses conférences de l'Organisation des Nations-Unies ou du Commonwealth. Lors des élections législatives jamaïcaines de 1967, il est élu dans la paroisse de Clarendon et devient Ministre des Affaires étrangères.
À la suite du décès de Donald Sangster, il devient Premier ministre de la Jamaïque le 11 avril 1967. Le gouvernement d'Hugh Shaerer est marqué par une forte croissance économique et une augmentation importante du nombre d'écoles.
En octobre 1968, son gouvernement bannit l'historien Walter Rodney de Jamaïque. Le 16 octobre, commence alors une série d'émeutes, connues sous le nom de Rodney Riots (en) et des manifestants sont réprimés par la police. Shearer reste cependant sur sa position, accusant Rodney d'être un danger pour la Jamaïque, en s'appuyant sur ses voyages à Cuba et en Union soviétique.
Lors des élections législatives de 1972, le Parti travailliste de Jamaïque perd les élections, au profit du Parti national du peuple dont le dirigeant, Michael Manley, devinet Premier ministre. Shaerer, réélu député, devient le Leader of the Opposition jusqu'en 1974, quand il décide de se consacrer pleinement au développement du BITU, dont il devient le nouveau président à la suite du décès d'Alexander Bustamante en 1977. Il est remplacé à la tête du JLP par Edward Seaga.
Entre 1980 et 1989, dans le gouvernement d'Edward Seaga, Shearer est Premier ministre adjoint et Ministre des Affaires étrangères. Il perd son siège lors des élections de 1993 et abandonne alors la vie publique.
Le 5 juillet 2004, il meurt à son domicile de Kingston à l'âge de 81 ans.